# 情報公開条例
情報公開条例（じょうほうこうかいじょうれい）とは地方公共団体の行政機関が保有する情報の情報公開（開示）請求手続きを定めた条例である。

## 概要
情報公開制度の確立については、国よりも地方公共団体が先んじた。国の情報公開法に先立つこと10余年、1982年に山形県金山町が、翌1983年には神奈川県と埼玉県が、情報公開手続きに関する条例を定めたのが先駆けで、法律の制定以前に数多くの地方公共団体で条例制定がされた。このため、地方公共団体の情報公開手続きについても法律によって一律に規定することは法制上可能であるが、そのような形はとらず、各地方公共団体の条例に委ねる形となっている。
現在では、すべての都道府県が情報公開条例を定め、執行機関（知事部局）・公安委員会・警察本部長・議会などの情報開示手続きを定める。また、ほぼ全ての市町村・特別区・広域連合・一部事務組合でも情報公開条例・規約を定め、執行機関と議会の情報開示手続きを定める。法律の制定以降、各地方公共団体の情報公開条例の内容は法律とほぼ同じ構成のものが多くなっているが、逗子市における独任制の情報公開審査委員制度を定めている条例もある。

## 47都道府県の条例
| 都道府県 | 条例名                                        |
| -------- | --------------------------------------------- |
| 北海道   | 北海道情報公開条例                            |
| 青森県   | 青森県情報公開条例                            |
| 秋田県   | 秋田県情報公開条例                            |
| 岩手県   | 情報公開条例                                  |
| 宮城県   | 情報公開条例                                  |
| 山形県   | 山形県情報公開条例                            |
| 福島県   | 福島県情報公開条例                            |
| 栃木県   | 栃木県情報公開条例                            |
| 茨城県   | 茨城県情報公開条例                            |
| 群馬県   | 群馬県情報公開条例                            |
| 埼玉県   | 埼玉県情報公開条例                            |
| 千葉県   | 千葉県情報公開条例                            |
| 東京都   | 東京都情報公開条例                            |
| 神奈川県 | 神奈川県情報公開条例                          |
| 新潟県   | 新潟県情報公開条例                            |
| 長野県   | 長野県情報公開条例                            |
| 山梨県   | 山梨県情報公開条例                            |
| 静岡県   | 静岡県情報公開条例                            |
| 愛知県   | 愛知県情報公開条例                            |
| 岐阜県   | 岐阜県情報公開条例                            |
| 富山県   | 富山県情報公開条例                            |
| 石川県   | 石川県情報公開条例                            |
| 福井県   | 福井県情報公開条例                            |
| 三重県   | 三重県情報公開条例                            |
| 滋賀県   | 滋賀県情報公開条例                            |
| 京都府   | 京都府情報公開条例                            |
| 奈良県   | 奈良県情報公開条例                            |
| 大阪府   | 大阪府情報公開条例                            |
| 兵庫県   | 情報公開条例                                  |
| 和歌山県 | 和歌山県情報公開条例                          |
| 岡山県   | 岡山県行政情報公開条例 岡山県議会情報公開条例 |
| 広島県   | 広島県情報公開条例                            |
| 山口県   | 山口県情報公開条例                            |
| 鳥取県   | 鳥取県情報公開条例                            |
| 島根県   | 島根県情報公開条例                            |
| 愛媛県   | 愛媛県情報公開条例                            |
| 香川県   | 香川県情報公開条例                            |
| 高知県   | 高知県情報公開条例                            |
| 徳島県   | 徳島県情報公開条例                            |
| 福岡県   | 福岡県情報公開条例                            |
| 佐賀県   | 佐賀県情報公開条例                            |
| 長崎県   | 長崎県情報公開条例                            |
| 大分県   | 大分県情報公開条例                            |
| 熊本県   | 熊本県情報公開条例                            |
| 宮崎県   | 宮崎県情報公開条例                            |
| 鹿児島県 | 鹿児島県情報公開条例                          |
| 沖縄県   | 沖縄県情報公開条例                            |

## 関連書籍
- 兼子仁、関哲夫『条例検討シリーズ6　情報公開条例』北樹出版、1984年。
- 宇賀克也『情報公開法・情報公開条例』有斐閣、2001年。ISBN 9784641128903。